# Маитенгве
Маитенгве (англ. Maitengwe) — сельский населённый пункт на востоке Ботсваны, на территории Центрального округа.

## Географическое положение
Деревня находится в восточной части округа, вблизи границы с Зимбабве, на расстоянии приблизительно 510 километров к северо-северо-востоку (NNE) от столицы страны Габороне. Абсолютная высота — 1078 метров над уровнем моря.

## Население
По данным официальной переписи 2011 года численность населения составляла 5857 человек.
Динамика численности населения Маитенгве по годам:
| 1991 | 2001 | 2011 | 2013 |
| ---- | ---- | ---- | ---- |
| 4866 | 5302 | 5857 | 5949 |